# Republiek van de Aras
De Republiek van de Aras (Azerbeidzjaans: Araz Türk Cümhuriyyəti, ook gekend als de republiek (van de) Araks of de Araxirepubliek) was een kortstondige, niet-erkende staat in de Zuidelijke Kaukasus.  Het gebied kwam grosso modo overeen met de huidige autonome republiek Nachitsjevan in Azerbeidzjan. 
De naam komt van de rivier de Aras, die de zuidelijke grens met Iran vormt.  De republiek werd in december 1918 uitgeroepen door Dzjafarkoeli Chan Nachtsjivanski met de steun van Azerbeidzjaans partijen en de Jonge Turken in het Ottomaanse Rijk. Eén en ander was een reactie op een Brits voorstel om het gebied aan Armenië toe te wijzen.